# La morte vivante
La morte vivante è un film del 1982 diretto da Jean Rollin ed interpretato da Marina Pierro, Francoise Blanchard, Mike Marshall, Carina Barone, Fanny Magier, Patricia Besnard-Rousseau e Sam Selsky.

## Trama
Due uomini irrompono in una vecchia cripta per scaricarvi rifiuti tossici e saccheggiare le tombe. Quando un terremoto provoca la fuoriuscita dei rifiuti tossici, Catherine Valmont, una giovane donna morta da anni, torna in vita, uccide brutalmente i due ladri e beve il loro sangue. Mentre vaga senza meta in un campo, Catherine viene vista da una donna, Barbara, che le scatta alcune fotografie. Catherine fa poi ritorno nella sua vecchia casa, la Valmont Mansion, e qui le tornano in mente i ricordi della sua infanzia, in particolare la sua amica d'infanzia, Hélène. Nel frattempo un agente immobiliare donna sta mostrando ad una coppia anziana la proprietà.
Dopo che la coppia e l'agente sono andati via, Hélène, appena tornata da un viaggio, telefona alla Valmont Mansion presumibilmente chiedendo informazioni. Tuttavia, non sente altro che il suono di un carillon, che la porta a credere che Catherine possa essere ancora viva.
Più tardi l'agente torna alla Valmont Mansion, insieme al suo ragazzo. Catherine li interrompe mentre fanno sesso, uccidendo entrambi e bevendo il loro sangue. Hélène arriva all'improvviso ed è scioccata nello scoprire i due cadaveri e nel vedere Catherine completamente nuda intenta a suonare il piano. La donna presume che l'amica non sia realmente morta, ma che sia stata nascosta negli ultimi due anni. Dopo aver lavato Catherine dal sangue che aveva addosso e averla messa a letto, Hélène trascina i due cadaveri nella cripta dove trova i corpi dei tombaroli. Catherine compare all'improvviso e comincia a bere il sangue da uno dei corpi. Hélène la ferma, poi si ferisce ad un braccio e lascia che Catherine si nutri del suo sangue.
Barbara va in giro per il villaggio chiedendo informa circa la donna che ha fotografato, ma la risposta che ottiene è sempre la stessa: si tratta di Catherine Valmont, morta due anni prima. Greg, il fidanzato di Barbara, pensa che si stia troppo preoccupando della cosa e la scoraggia dall'indagare ulteriormente. Nel frattempo, Hélène si mette alla ricerca di nuove vittime da portare a Catherine. Fingendo di essere rimasta senza carburante, la donna si fa riaccompagnare alla villa da una automobilista di passaggio e, dopo averla invitata dentro per bere qualcosa, la spinge dentro la cripta, dove Catherine la attacca e le strappa lo stomaco. Poco dopo, Barbara si presenta alla villa Valmont, in cerca di Catherine. Dopo averla trovata, resta turbata dallo strano comportamento della giovane e tenta di telefonare a Greg ma viene interrotta da Hélène. Dopo aver discusso brevemente con Barbara, Hélène tenta di prenderle la macchina fotografica senza però riuscirci. Barbara fugge via.
Catherine, si rende conto che deve essere distrutta e prega Hélène di ucciderla. Hélène sconvolta dalla richiesta dell'amica lascia la villa in cerca di un'altra vittima. Barbara vede Hélène e alla fine convince Greg ad accompagnarla alla villa. Hélène torna alla villa insieme ad una ragazza attirrata con l'inganno ed inizia a torturarla facendola sanguinare copiosamente. Catherine rifiuta però di nutrirsi del suo sangue e supplica ancora una volta Hélène di ucciderla. Barbara e Greg giungono alla villa e si mettono ad indagare, ma vengono brutalmente assassinati da Hélène. Sopraffatta da tutte le morti e gli omicidi, Catherine libera la ragazza rapita da Hélène e poi tenta il suicidio. Viene però salvata da Hélène, che si offre in sacrificio per saziare la fame di Catherine. Incapace di resistere, Catherine divora la sua amica.

## Produzione

### Casting
Inizialmente Rollin voleva l'attrice italiana Teresa Ann Savoy per il ruolo di protagonista, ma quando lei lo incontrò, l'attrice disse che non avrebbe mai lavorato con Rollin. Venne così scelta Françoise Blanchard, la quale trovò le riprese fisicamente estenuanti e collassò sul set. La performance della Blanchard nella scena finale in cui Catherine divora Hélène e cade nella follia era così credibile che l'equipaggio era preoccupato per il suo stato mentale, pensando che l'attrice fosse davvero impazzita.
Rollin incontrò Pierro allo Sitges Film Festival,  scegliendola per la sua forte personalità, ma trovandola vanitosa.

## Versione alternativa
Esiste una versione inglese del film girata con lo stesso cast artistico e tecnico, diretta da Gregory Heller che avrebbe girato le sue scene subito dopo Jean Rollin. La versione inglese non è mai stata distribuita ed è ormai andata perduta.

## Censura
La morte vivante venne vietato in Germania nel 1986 per le sue esplicite scene di violenza e gore. Il film è uscito direct-to-video nel Regno Unito nel 1994; tuttavia, la maggior parte di queste scene sono state rimosse o accorciate dal BBFC affinché il film passasse con un certificato 18. 

## Accoglienza

### Critica
Bloody Disgusting ha valutato la versione Blu-ray 3 su 5, affermando che il film ha molti difetti ma vale la pena guardarlo.